# 蘇弘祖
蘇弘祖（？—1664年），河南彰德府湯陰縣人，清朝官员、進士出身。

## 生平
順治三年（1646年），登進士。順治五年，由山东右布政使，升任为陕西布政使司左布政使。順治十一年，降为福建布政使司参政、福宁道，再升为都察院左佥都御史。順治十五年，升任右副都御史、巡抚南赣、汀、韶惠、潮郴、桂地方、提督军务。